# Frédéric Delpy
Frédéric Delpy, né le 31 décembre 1971 à Orléans, est un ancien sportif de haut niveau en natation handisport.

## Biographie
Frédéric Delpy pratique le water-polo au sein de la fédération française de natation de 1978 à 1988. De 1988 à 2000, il est sportif de haut niveau en natation handisport. Durant cette période, il est champion du monde en 1990 et champion d’Europe 1999. Il obtient quatre médailles aux Jeux paralympiques d'été, l'argent sur les 100 mètres et 400 mètres lnage libre et le bronze sur le 100 mètres dos lors des épreuves de Natation aux Jeux paralympiques d'été de 1992 (en) et le bronze sur le 400 mètres dos des épreuves de Natation aux Jeux paralympiques d'été de 1996 (en).
Depuis 2000, il a un parcours de dirigeant. il est ainsi membre du comité directeur du CROS (comité régional olympique et sportif) Centre Val de Loire. De 2001 à 2013, il est président du comité départemental du Loiret. En 2010, il est nommé président du comité régional centre Val de Loire. Membre du comité directeur de la Fédération Française Handisport de 2013 à 2017, il est élu président de celle-ci le 8 avril 2017, pour quatre ans,.

## Distinctions
- Médaillé de l’Ordre national du Mérite en 1996[2],[3]
- Médaillé d’or de la jeunesse et des sports en 2000[2]